# 大堰村
大堰村（おおぜきむら）は、福岡県三井郡にあった村。現在の三井郡大刀洗町の一部。

## 地理
筑後川の右岸、同川支流・小石原川の下流域に位置していた。

## 歴史

### 沿革
- 1889年（明治22年）4月1日 - 町村制の施行により、御井郡菅野村、西原村、守部村（大部分）、冨多村（大部分）、中川村（一部）、竹野郡八幡村（一部、字中洲）・三川村が合併して村制施行し、御井郡大堰村が発足[1][2]。
- 1896年（明治29年）4月1日 - 郡の統合により三井郡に所属[1][3]。
- 1955年（昭和30年）3月31日 - 三井郡大刀洗村、本郷村と合併し、町制施行して大刀洗町を新設して廃止された[1][2]

### 地名の由来
- 同地の床島井堰（床島堰）から[1]。

## 交通

### 鉄道
- 1921年（大正10年）- 三井電気軌道 久留米 - 甘木間開通[1]。

## 教育

### 小学校
- 1910年（明治43年） - 大堰尋常小学校開校[1]